# 河 (1951年の映画)
『河』（英題: The River, 仏題: Le Fleuve）は、ジャン・ルノワール監督による1951年の映画作品である。ルーマー・ゴッデンの同名小説が原作である。

## あらすじ
インド・ガンジス流域のベンガル地方に住む仲の良い3人の娘たちの恋模様を描く。

## キャスト
- ノラ・スウィンバーン
- エズモンド・ナイト
- パトリシア・ウォルターズ
- エイドリアン・コリ
- ラーダ
- トーマス・ブリーン
- アーサー・シールズ

## 受賞・ノミネート
| 賞                     | 部門       | 候補               | 結果       |
| ---------------------- | ---------- | ------------------ | ---------- |
| 英国アカデミー賞       | 総合作品賞 |                    | ノミネート |
| 英国アカデミー賞       | 英国作品賞 |                    | ノミネート |
| ヴェネツィア国際映画祭 | 金獅子賞   | ジャン・ルノワール | ノミネート |
| ヴェネツィア国際映画祭 | 国際賞     | ジャン・ルノワール | 受賞       |